# Intemperie
Intemperie is een Spaanse film uit 2019, geregisseerd door Benito Zambrano. De film is gebaseerd op het gelijknamige boek van de schrijver Jesús Carrasco Jaramillo.

## Verhaal
De film vertelt het verhaal van een jongen die, om onbekende redenen, de stad ontvlucht. Er staat hem een lange en onvoorspelbare reis te wachten door de dorre vlaktes, waar zijn pad dat van een herder kruist.

## Rolverdeling
| Acteur             | Personage    |
| ------------------ | ------------ |
| Luis Tosar         | Pastor       |
| Luis Callejo       | Capataz      |
| Jaime López        | Niño         |
| Vicente Romero     | El Triana    |
| Kandido Uranga     | El Viejo     |
| Juanjo Pérez Yuste | El Segovia   |
| Adriano Carvalho   | El Portugués |
| Manolo Caro        | Tullido      |

## Ontvangst

### Prijzen en nominaties
Een selectie:
| Jaar | Prijs                           | Categorie               | Genomineerde                               | Resultaat   |
| ---- | ------------------------------- | ----------------------- | ------------------------------------------ | ----------- |
| 2020 | Premios Goya (34ste uitreiking) | Beste film              | Intemperie                                 | Genomineerd |
| 2020 | Premios Goya (34ste uitreiking) | Beste mannelijke bijrol | Luis Callejo                               | Genomineerd |
| 2020 | Premios Goya (34ste uitreiking) | Beste bewerkt scenario  | Benito Zambrano, Daniel Remón, Pablo Remón | Gewonnen    |
| 2020 | Premios Goya (34ste uitreiking) | Beste productiemanager  | Manolo Limón                               | Genomineerd |
| 2020 | Premios Goya (34ste uitreiking) | Beste origineel nummer  | Javier Ruibal ("Intemperie")               | Gewonnen    |